# Уодлоу, Роберт

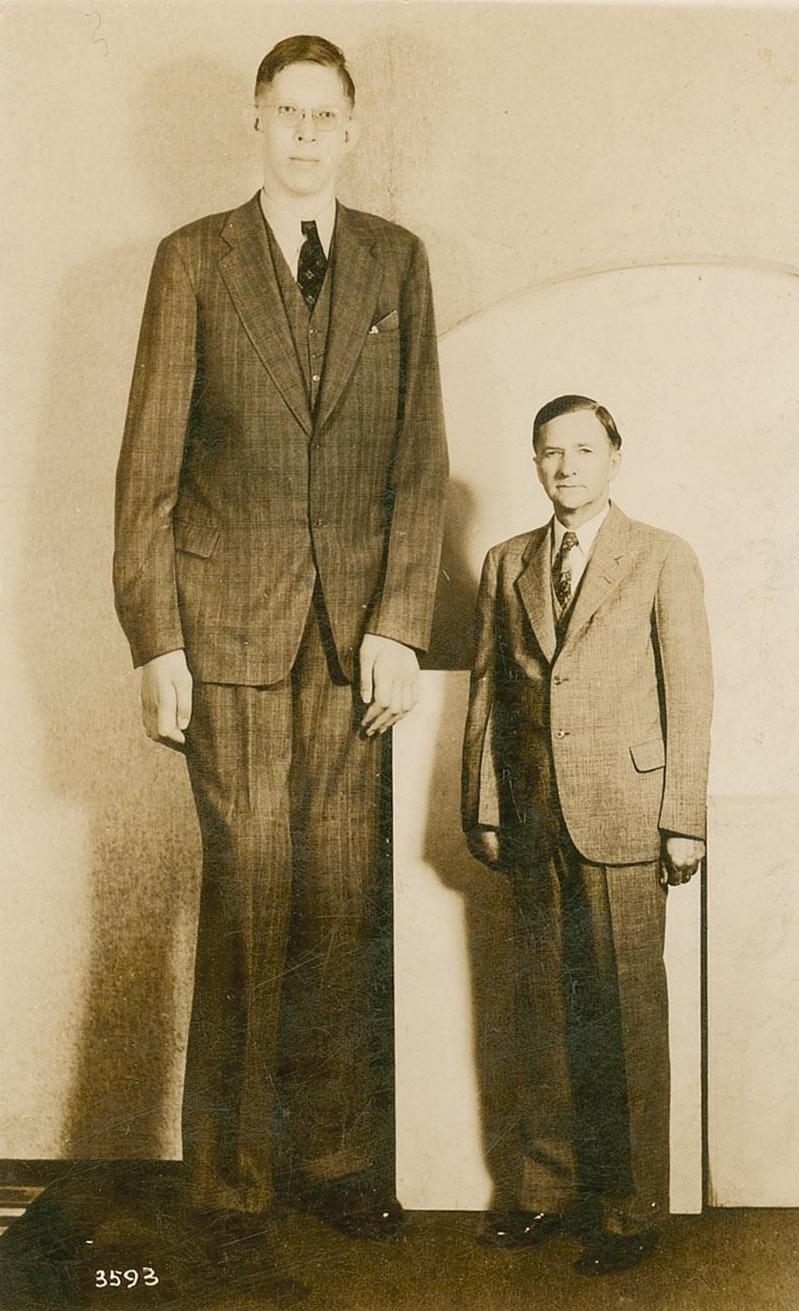
Фотографическая открытка Роберта Уодлоу по сравнению с его отцом, Гарольдом Франклином Уодлоу, чей рост был 1,82 м

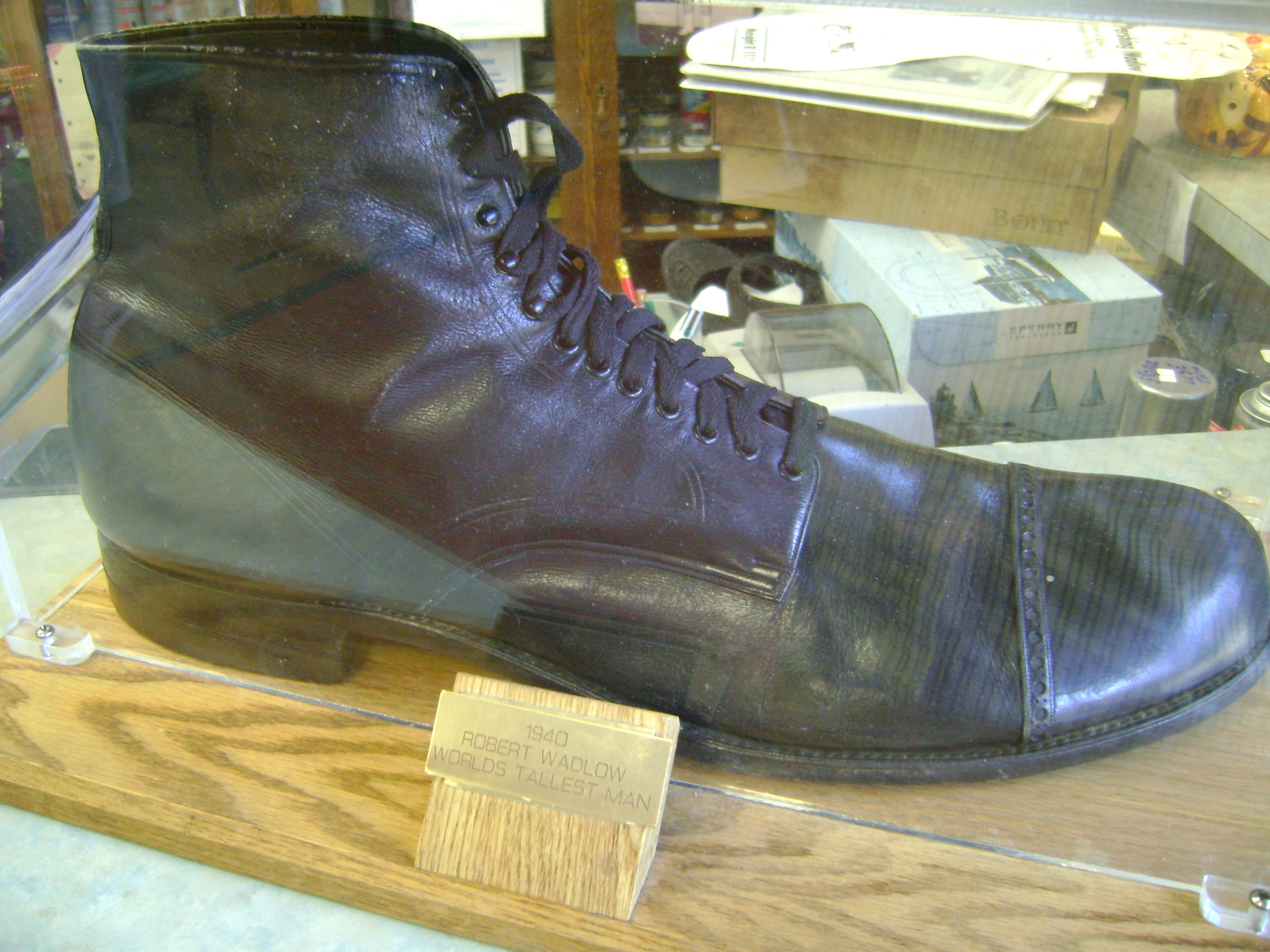
Обувь Уодлоу, размер 37AA (US)

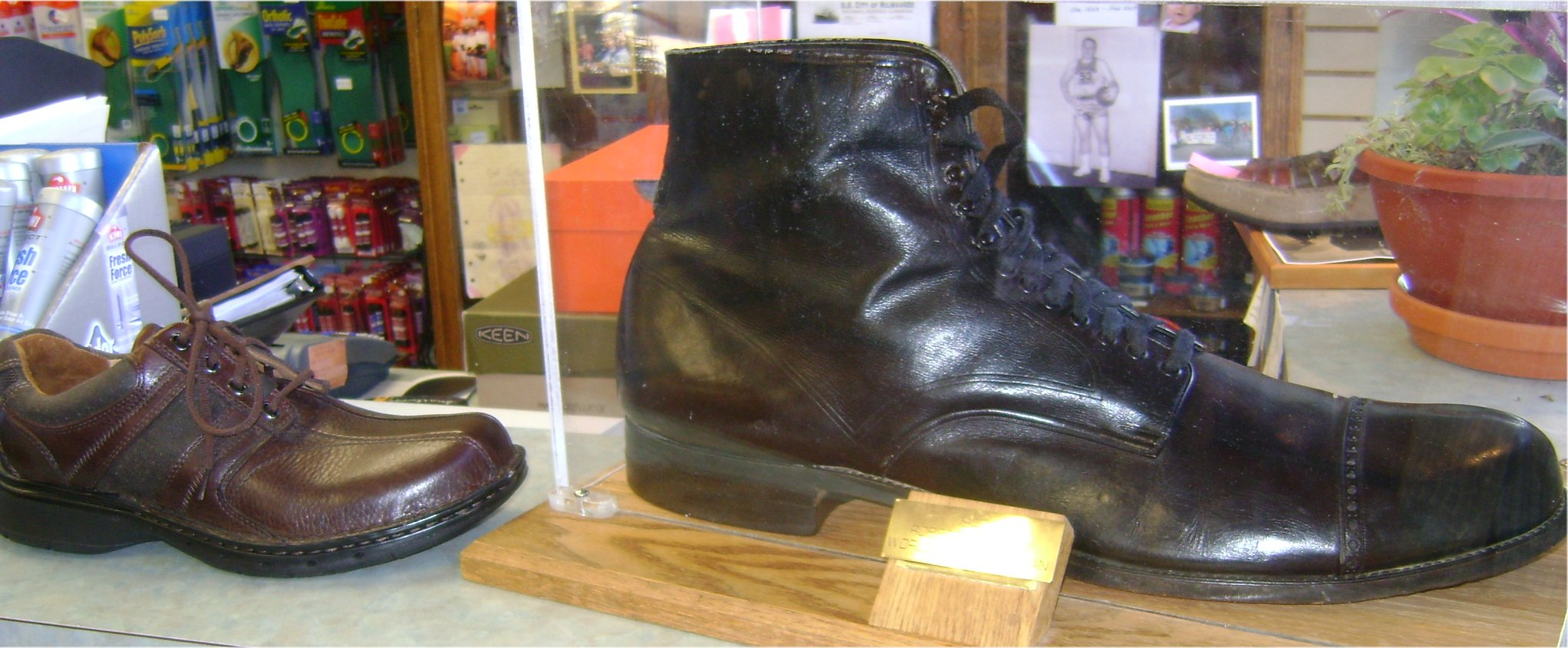
Обувь Уодлоу по сравнению с размером 12 (US), 29,5см

Ро́берт Пе́ршинг Уо́длоу (англ. Robert Pershing Wadlow; 22 февраля 1918, Олтон, Иллинойс — 15 июля 1940, Манисти, Мичиган) — самый высокий зарегистрированный человек в истории, согласно Книге рекордов Гиннесса, о росте которого имеются несомненные сведения. Страдавший опухолью гипофиза и акромегалией, Уодлоу рос всю свою короткую жизнь. За 3 недели до смерти его рост составлял 272 см, а масса — 199 кг. Таким образом его рост был на 19 см больше, чем у Леонида Стадника из Украины (253 см) и на 21 см выше, чем у Султана Кёсена из Турции.

## Биография
Родители Уодлоу были нормального роста (отец был ростом 180 см и массой 77 кг); у него (первенца) было двое младших братьев и две сестры нормального роста. До 4 лет Уодлоу имел нормальные для своего возраста рост и вес, однако с этого момента начал быстро расти и привлекать к себе всеобщее внимание. В 8 лет он имел рост 188 см, в возрасте 9 лет мог носить своего отца на руках по лестнице, а в 10 лет достиг 198 см роста и массы 100 кг. В 18 лет он имел уже рост 254 см, массу 177 кг и носил обувь размера 37АА (49 см); к этому моменту Уодлоу, ставшему всеамериканской знаменитостью, делали обувь бесплатно.
Юноша-великан учился в школе, окончил её в 18 лет и поступил в университет изучать право. В этом же году ездил по США с цирком, а с 1938 года постоянно участвовал в различных турах, публично выступал, всюду вызывая огромное внимание толпы. Его называли «добрым великаном».
В день, когда ему исполнился 21 год, Уодлоу имел рост 262 см и массу 223 кг, а длина кисти его руки от запястья до кончика среднего пальца была 32,4 см.
Со временем здоровье Уодлоу ухудшалось: из-за быстрого роста у него была ограниченная чувствительность ног, ему стали требоваться костыли. 27 июня 1940 года его рост измерили в последний раз в Сент-Луисе — 272 см. 4 июля, во время выступления по случаю дня независимости в Манисти, костыль натёр ногу Уодлоу, что вызвало инфекцию и быстро развившийся сепсис. Врачи пытались спасти жизнь знаменитого американца при помощи переливания крови и операции, однако 15 июля самый высокий человек в мире скончался во сне.
На похоронах Уодлоу присутствовало 40 тысяч американцев: его гроб имел длину свыше 3 метров, был массой полтонны, и его несли 12 человек. Могилу Уодлоу тщательно забетонировали по просьбе его семьи, опасавшейся, что останки могут похитить. На его могиле написано только: «At Rest» (В покое, На отдыхе); его памятник вдвое выше стандартного на кладбище.